# Пејнт (Пенсилванија)
Пејнт (енгл. Paint) град је у америчкој савезној држави Пенсилванија.

## Демографија
По попису из 2010. године број становника је 1.023, што је 80 (-7,3%) становника мање него 2000. године.
| Група             | 2000.         | 2010.         |
| Белци             | 1.084 (98,3%) | 1.017 (99,4%) |
| Афроамериканци    | 6 (0,5%)      | 0 (0,0%)      |
| Азијати           | 2 (0,2%)      | 1 (0,1%)      |
| Хиспаноамериканци | 2 (0,2%)      | 0 (0,0%)      |
| Укупно            | 1.103         | 1.023         |